# Johannes Cornelis Brons

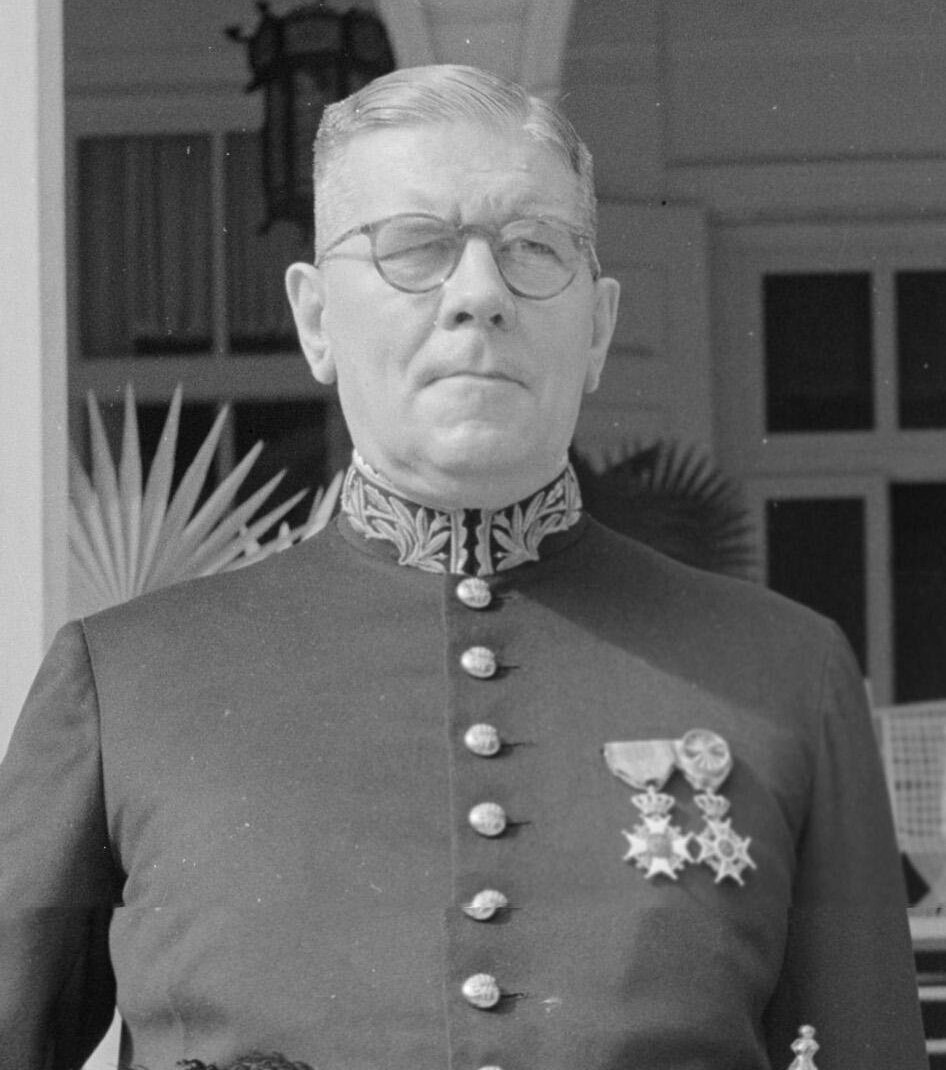
Johannes Cornelis Brons (1947)

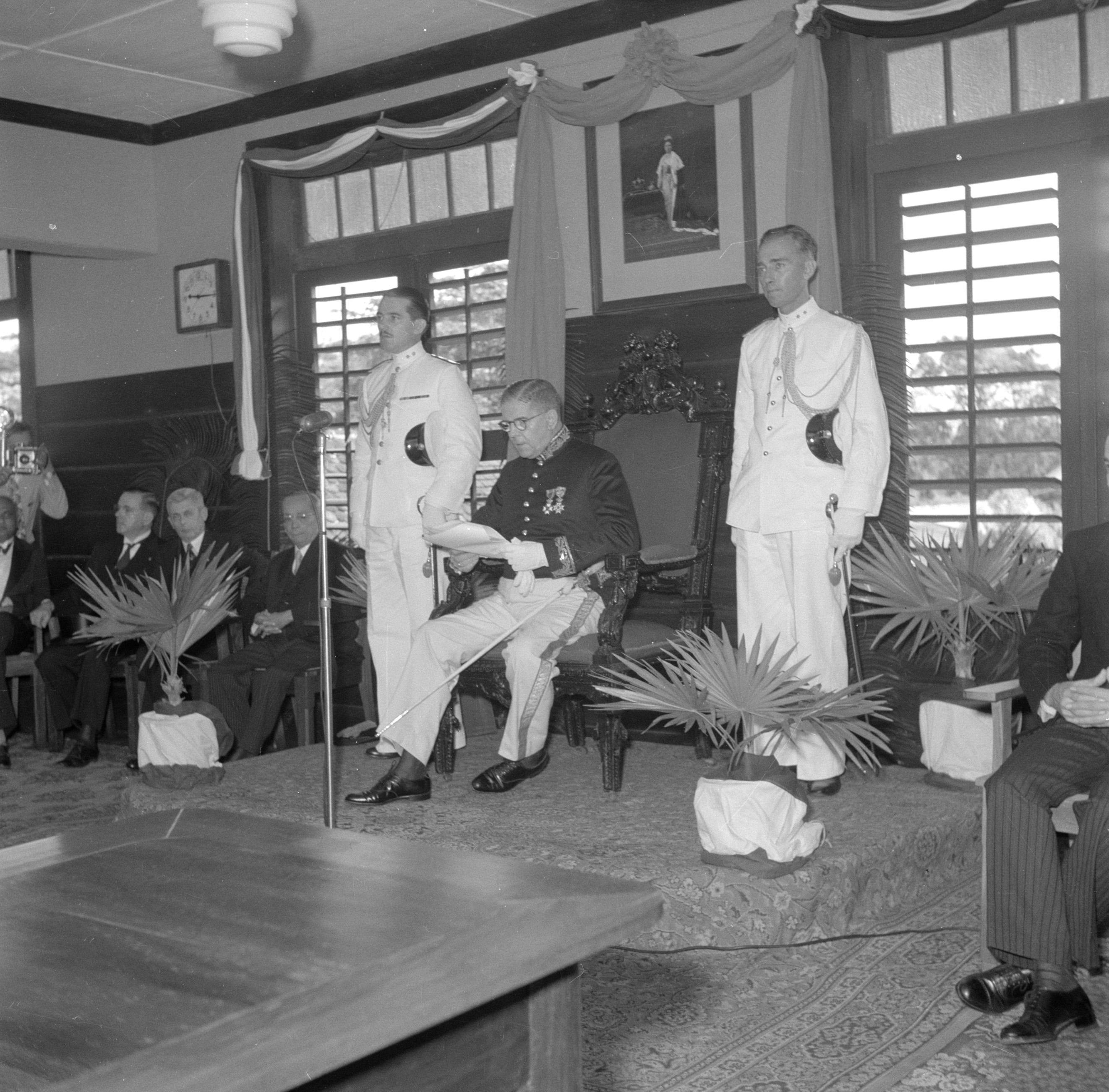
Gouverneur Brons bei einer Rede vor dem Kolonialparlament (1947).

Johannes Cornelis Brons (* 6. August 1884 in Den Haag; † 12. Mai 1964 ebenda) war ein niederländischer Politiker und Kolonialbeamter, der unter anderem von 1935 bis 1936 und erneut zwischen 1938 und 1939 kommissarischer Gouverneur sowie von 1944 bis 1948 Gouverneur von Niederländisch-Guayana (Suriname) war.

## Leben
Johannes Cornelis Brons begann nach dem Besuch des Gymnasiums in Den Haag ein Studium der Rechtswissenschaften an der Reichsuniversität Leiden und nahm nach seiner anwaltlichen Zulassung 1909 eine Tätigkeit als Rechtsanwalt in Rotterdam auf. 1926 wurde er zunächst Richter sowie 1929 Präsident des Gerichtshofes von Suriname (Hof van Justitie van Suriname) und fungierte als Nachfolger von Jacques Drielsma von 1930 bis zu seiner Ablösung durch Karel Johannes van Erpecum 1935 als Vorsitzender des Kolonialparlaments (Koloniale Staten van Suriname). Im Anschluss übernahm er von 1935 bis Januar 1944 die Ämter als stellvertretender Vorsitzender des Verwaltungsrats von Suriname und in Personalunion als stellvertretender Gouverneur. Als solcher amtierte er vom 16. August 1935 bis zum 12. April 1936 sowie zwischen September 1938 und Januar 1939 bei Ortsabwesenheiten von Gouverneur Johannes Kielstra bereits als kommissarischer Gouverneur. 
Nachdem Kielstra, gegen dessen Politik es erhebliche Einwände gab, Ende 1943 ehrenhaft entlassen wurde, wurde Brons am 3. Januar 1944 als dessen Nachfolger schließlich selbst Gouverneur von Niederländisch-Guayana (Suriname) und bekleidete dieses bis zum 5. Juli 1948, woraufhin nach einer kommissarischen Amtszeit von Maarten de Niet am 2. August 1948 Willem Huender neuer Gouverneur wurde. Er fungierte zudem als Vorsitzender der Rechtskommission, Vorsitzender der Devisenkommission von Suriname sowie als Präsident des Aufsichtsrates der Surinamese Bank. Für seine Verdienste wurde er Ritter des Ordens vom Niederländischen Löwen, Kommandeur des Ordens von Oranien-Nassau sowie Kommandeur der französischen Ehrenlegion.